# Дражен Жерић Жера
Дражен Жерић Жера (Мостар, 20. јул 1964) југословенски је музичар и клавијатуриста, члан групе Црвена јабука. У Сарајеву је завршио музичку школу, одсек клавир. Од 1984. године почиње да свира у бенду „Жаоке“. После годину дана добио је позив од свог пријатеља Дражена Ричла да пређе у тек насталу групу Црвена јабука у којој је и даље фронтмен.

## Биографија
Жерић је рођен у Мостару у породици бошњачких професора Неџиба и Шемсе. Жерић има брата Дамира који живи у Риму.
Одрастао у Сарајеву где је похађао музичку школу за клавир, као и основну и средњу школу. Касније је дипломирао економију на Универзитету у Сарајеву.
Године 1992. како је рат у Југославији напредовао у Сарајеву, читава југословенска музичка сцена је пала. Жера је две године спроводио хуманитарни рад и добротворне концерте заједно са певачима Кемалом Монтеном, Младеном Војичићем Тифом и Златаном Фазлићем-Фазлом.
Крајем 1994. Жера се преселио у Загреб. Убрзо је добио хрватско држављанство, а почетком 1995. године потписао је уговор са хрватском музичком кућом Тутико (чији је власник био Зринко Тутић), поново ујединивши Црвену јабуку заједно са њиховим оригиналним бубњаром, Сарајлије, Дарком Јелчић-Цуњом.

## Каријера
Од почетка до средине 1985. године Златко Арсланагић формира бенд са својим друговима Драженом Ричлом, Аљошом Бухом и Цуњом Јелчић. То је био почетак Црвене јабуке.
Црвена јабука је брзо постала један од најуспешнијих бендова у Југославији, који је из године у годину био на врху топ листа, од 1985. до 1990. године. 1986. године, на путу за концерт у Мостару, цео бенд је имао страшну саобраћајну несрећу код Јабланичког језера где је погинуо Аљоша Буха. Певач Дражен Ричл преминуо је у октобру 1986. од последица несреће. Гитариста и остали чланови бенда су тешко повређени. Након несреће прошла је година, а фанови су очекивали да наставе са Ричловом музиком. Жера и Злаја су имали неке песме које је Ричл написао и компоновао па су Жеру, који је пре несреће био клавијатуриста, назвали главним певачем. После извесног времена, Жера је постао признат као један од највећих тинејџерских идола уз Бајагу и Бориса Новковића.
Такозване југословенске године бенда окончане су 1990. освајањем престижне музичке награде МЕСАМ у Београду којом је крунисан њихов најуспешнији албум Тамо гдје љубав почиње.
Повратнички албум У твојим очима објављен је у пролеће 1996. године и постигао је велики успех. Од тада, бенд је објавио четири студијска албума и један концертни албум у више од 500 хиљада примерака широм света, што их је учинило најпродаванијим бендом свих времена са простора бивше Југославије, испред најпознатијег југословенског бенда икада, Бијелог дугмета.

## Приватан живот
Стална турнеја утицала је на Жерино здравље. Његове опсежне навике пијења пријављиване су много пута. Године 1998. зауставила га је хрватска полиција на хрватско-словеначкој граници, а касније га је притворила наводно због непојављивања на Општинском суду у Загребу где је требало да се суди у судском поступку у којем је оптужен да је возио под дејством алкохола. Случај је касније одбачен, а Жера је добио условну казну.
Оженио се 2008. године и има близнакиње. У једном интервјуу је изјавио да близнакиње певају у дечјем хору Звијездице.
Године 2017, отвара Жера Бар, са честом темом домаће и стране поп музике.